# Феникс (албум)
Вижте пояснителната страница за други значения на Феникс.
Феникс е единадесетия и последен студиен албум на група Ария. Това е най-продължителният албум на групата и първият с вокалиста Михаил Житняков. Заема второ място в класацията на newsmusic.ru за албум на 2011 г.

## История на създаването
Записите по албума започват през 2010 г., когато все още вокалист е Артур Беркут. С негово участие са записани няколко песни, но те остават само като демо записи. В записите на албума за първи път Виталий Дубинин участва и като китарист. През юни 2011 Беркут напуска Ария, за да стартира солов проект. Последният концерт на групата с Артур е на 31 август в Рязан. На 16 септември в ефира на Наше радио групата представя Михаил Житняков от група Гран Кураж като новият си фронтмен. В ефир прозвучава песента „Бой без правил“. „Феникс“ е издаден на 5 октомври 2011 г. Следва концертно турне из Русия, Украйна, Казахстан и Германия.

## Песни в албума
- 1. Чёрный квадрат
- 2. Равновесие сил
- 3. История одного убийцы
- 4. Чёрная легенда
- 5. Бои без правил
- 6. Феникс
- 7. Симфония огня
- 8. Аттила
- 9. Дальний свет
- 10. Реквием